# Londonbinding
 Der er for få eller ingen kildehenvisninger i denne artikel, hvilket er et problem. Du kan hjælpe ved at angive troværdige kilder til de påstande, som fremføres i artiklen.

En Londonbinding er en svag kemisk binding i en partikel (et atom eller et molekyle), der opstår, når elektronfordelingen er ujævn.
Fx H2 (upolært stof) kan i en kortvarig periode blive polært, når elektronskyen omkring atomet har forskudt sig over til det ene H-atom. Der "induceres" dermed tiltrækningskraft, da elektronerne frastøder og tiltrækker nabomolekyler med sine kortvarige elektrisk ladede poler.
Disse London-bindinger er stærkere, hvis de har en relativ lang molekyleform, i stedet for en kompakt molekyleform.
London bindinger er opdaget af Fritz London, hvor navnet stammer fra.